# Walenty Smalc
Walenty Smalc, niem. Valentin Schmalz, inne formy nazwiska: Smalcjusz, Smalcius Gothanus, Szmalc, pseud.: Butyrus Theoph. Nicolaides, Andreas Reuchlin, (ur. 12 marca 1572 w Gocie, zm. 8 grudnia 1622 w Rakowie) – duchowny i teolog braci polskich, pisarz, tłumacz Biblii (Nowy Testament w przekładzie Walentego Szmalca) i polemista.

## Życiorys
Z pochodzenia był Niemcem, synem prawnika. Pierwsze nauki pobierał w rodzinnym mieście. Studiował kolejno w Wittenberdze, Jenie i Strasburgu, gdzie zawarł przyjaźń z Andrzejem Wojdakowskim. Smalc został pozyskany dla doktryny braci polskich i za namową Wojdakowskiego przybył w 1592 do Polski. Wkrótce został rektorem szkoły w Śmiglu. W 1598 otrzymał funkcję ministra zboru w Lublinie, by wspólnie z Krzysztofem Lubienieckim kierować zborem. Tu rozwinął szerzej swą działalność polemiczną. Wkrótce (1600) wysłany został dwukrotnie na synod nowogrodzki dla zwalczania zwolenników Ferenca Dávida i Szymona Budnego, a w 1603 zlecono mu odwiedzenie zboru w Buskowie, nieopodal Gdańska. W 1604 przeniósł się i osiedlił w ośrodku braci polskich w Rakowie, gdzie spolonizował się i zaczął odgrywać w nim wiodącą rolę. Był ulubieńcem Jakuba Sienieńskiego, został duchownym ministrem zboru rakowskiego. Był zdolnym nauczycielem i administratorem (scholarchą) Akademii Rakowskiej, przyczyniając się do jej rozkwitu. Następcą Smalca w Rakowie był Piotr Morzkowski.

## Twórczość
Był autorem Der kleine Katechismus... – podręcznika do nauki religii. Wielokrotnie występował w obronie doktryny braci polskich, napisał m.in. polemiczne dzieło Odpis na dwa Pasquiluse, które niedawno wyszły przeciwko tym, których niesłusznie ariany zową, od ewangelików. Od jednego ze starszych tego to zboru, przeciwko któremu napisane są (1619).

### Ważniejsze utwory
- Der kleine Katechismus zur Uebung der Kinder in dem Christlichen Gottesdienst, Raków 1605, drukarnia Sebastian Sternacki, (według Estreichera przekładem jest Catechesis minor juventuti religione christiana imbuendae conscripta, Raków 1612; nie wiadomo natomiast, czy istniał w ogóle przekład polski).
- Rozbieranie słów Pana naszego Jezusa Christusa, Raków 1607, (polemika z Piotrem Skargą).
- De divinitate Jesu Christi, Raków 1608, drukarnia S. Sternacki; przedr. J. Cloppenburch Opera omnia theologica, Utrecht 1708; przekł. polski: pt. O bóstwie Pana Jezusa Christusa, Raków 1608; przekł. holenderski: pt. Tractaet van de Goddelijckheydt des Heeren Jesu Christi, 1623; przekł. niemiecki: pt. Von der Gottlichen Hoheit Jesu Christi gründlicher Bericht, 1627
- Pieśni nabożne, Raków 1610, wyd. następne: Raków 1625, (jak podał C.C. Sandius, a za nim E. Oloff – Smalc miał być autorem znacznej części pieśni)
- Kurtze Auslegung über den Anfang des Evangelii des heiligen Johannis, Raków 1611, (z powyższą pracą polemizował Marcin Śmiglecki; jak podał F.S. Bock, dzieło to miało się ukazać pierwotnie w języku polskim pt. Krótki wykład na początek Ewanieliej Jana świętego, Raków 1606 – zdaniem Estreichera jest to jednak wątpliwe)
- De Christo, vero et naturali Dei Filio, liber unus. Oppositus ei, quem sub eodem, titulo Martinus Smiglecius jesuita edidit, et refutatio libelli ejusdem Smiglecii, quem de satisfactione Christi pro peccatis nostris inscripsit, Raków 1616, drukarnia S. Sternacki
- Odpis na dwa Pasquiluse, które niedawno wyszły przeciwko tym, których niesłusznie ariany zową, od ewangelików. Od jednego ze starszych tego to zboru, przeciwko któremu napisane są, Raków 1619; przedr. H. Górska, L. Szczucki, K. Wilczewska „Cztery broszury polemiczne z początku XVII wieku”, Warszawa 1958, PAN Instytut Filozofii i Socjologii. Biblioteka Pisarzy Reformacyjnych nr 1; unikat: Biblioteka Ossolińskich, sygn. XVII-4688/II, (odpowiedź na A. Chrząstowskiego Rozmowa szlachcica, brak miejsca wydania 1618)
- Odpowiedź na książkę X. Jakuba Zaborowskiego, której dał tytuł „Ogień z wodą”, Raków 1619

### Przekłady
- Nowy Testament, Raków 1606, drukarnia S. Sternacki; wyd. następne: Raków 1620; Amsterdam 1686
- Catechismus der Gemeine derer Leute, die da im Koenigreich Poln... Aus der Polnischen sprach verdeutschet, Raków 1608, (przekł. Catechesis ecclesiarum)

### Listy i materiały
- Do M. Guiperta, dat. w Śmiglu 8 listopada 1592, wyd. F. S. Bock Historia Anti-Trinitariorum, t. 1, cz. 2, Królewiec 1776, s. 838-839
- Do K. Vorstiusa, dat. w Rakowie 26 stycznia 1614, wyd. F. S. Bock Historia Anti-Trinitariorum, t. 1, cz. 2, Królewiec 1776, s. 885-886
- Korespondencja z F. Socynem, wyd. w książce Fausti Socini Senensis ad amicos epistolae, Raków 1618; przedr. w: F. Socini Opera omnia, Amsterdam po 1656; 11 listów od F. Socyna z lat 1593-1604 ogł. w przekł. polskim L. Chmaj w wyd.: F. Socyn: „Listy”, t. 2, Warszawa 1959, Biblioteka Pisarzy Reformacyjnych nr 2
- Protokoły z obrad w Rakowie w marcu 1601 pt. Valentini Smalcii Miscellanea et Acta Racoviensis, rękopis: Biblioteka Krasińskich nr 3421, zniszczony w roku 1944; fragmenty ogł.: D. Cantimori, E. Feist „Per la storia degli eretici Italiani del secolo XVI in Europa. Testi raccolti”, Rzym 1937, Reale Accademia d' Italia. Studi e Documenti nr 7, s. 212-275
- Dziennik (Diarium vitae), wyd. G. J. Zeltner Historia cryptosocinismi, Lipsk 1729

### Utwory o autorstwie niepewnym
- Zawstydzenie księdza Skargi abo animadversie na książkę księdza Skargi jezuity, którą Zawstydzeniem arianów nazwał, Raków 1606, (prawdopodobnie autorem jest W. Smalc; jednakże w dziełku pt. Refutatio Appendicis H. Moskorzewski przyznawał się sam do autorstwa)
- Catechesis ecclesiarum, quae in Regno Poloniae affirmant neminem alium praeter Patrem Domini nostri Jesu Christi, Raków 1609; wyd. następne: Raków 1651; Amsterdam 1659; Stauropoli 1684, (W. Smalc miał być spółautorem)
- Wtóre zawstydzenie X. Skargi abo odpis na potworną książkę jego, której dał tytuł: Mesyasz nowych arianów wedle Alkoranu tureckiego... roku 1615, brak miejsca i roku wydania, (Estreicher za autora uważał H. Moskarzewskiego; zdaniem C. C. Sandiusa i W. Voisé możliwe, iż układał polskie psalmy).

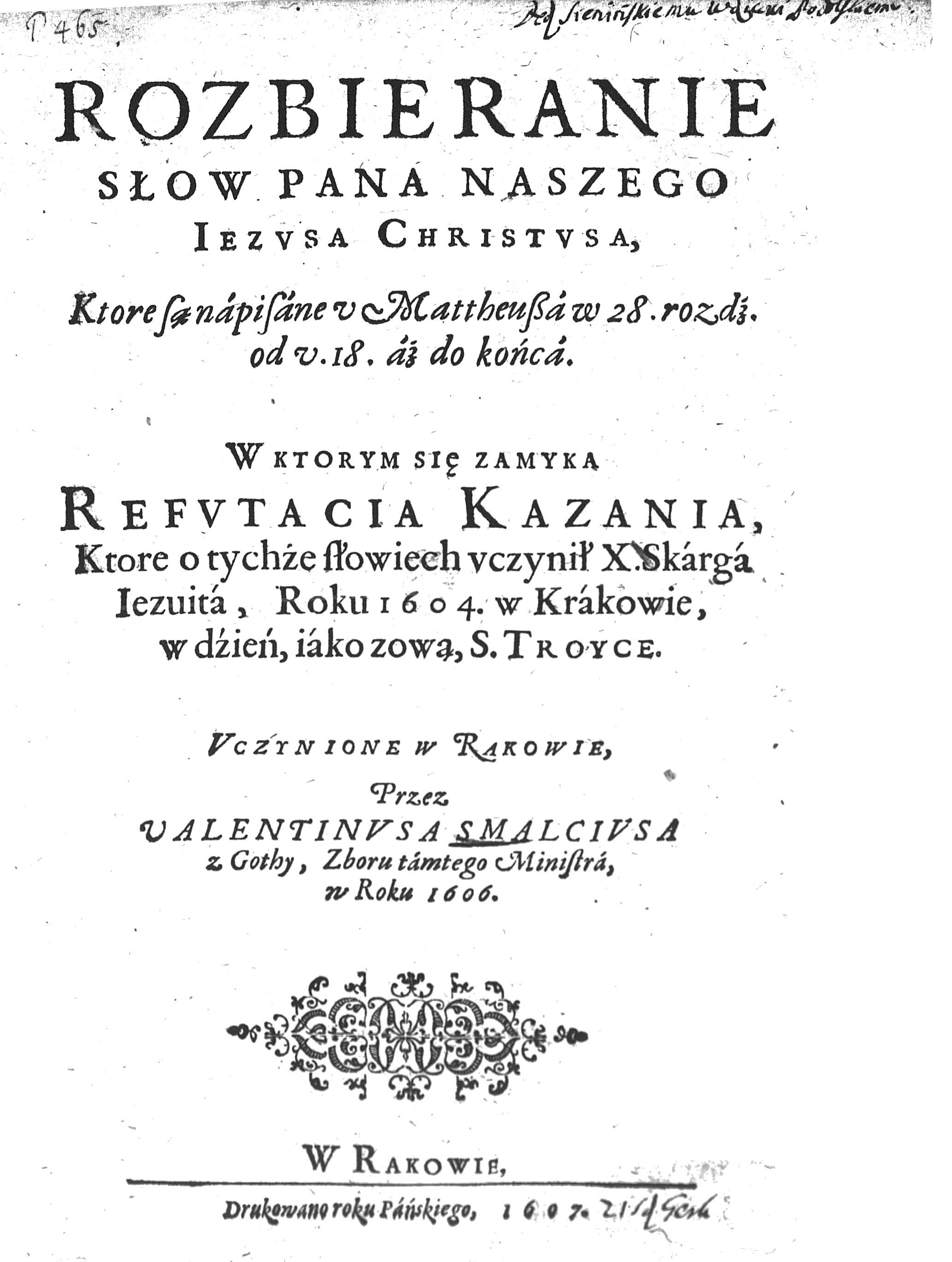
Rozbieranie slow Pana naszego Iezvsa Christvsa 1607
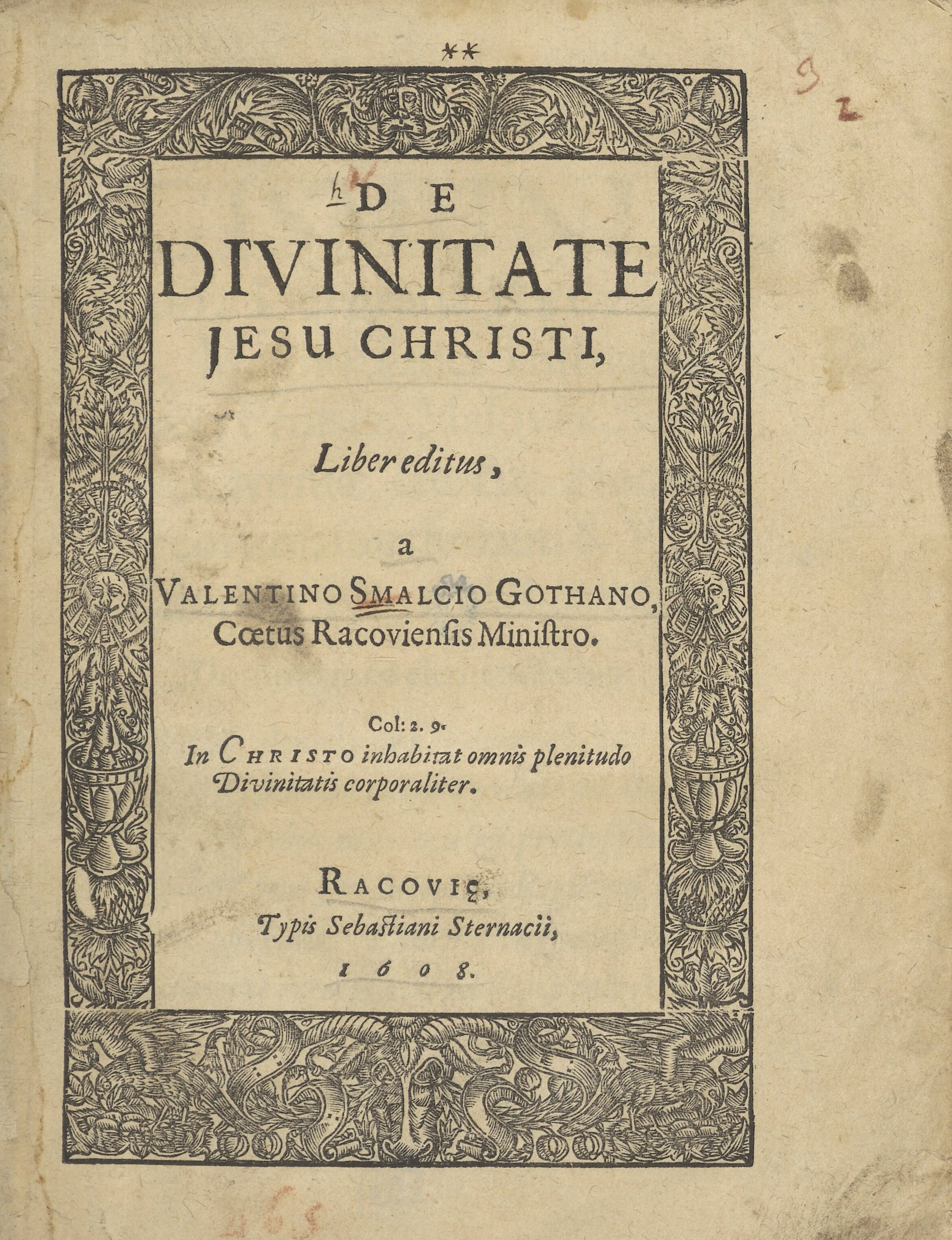
De divinitate Jesu Christi liber 1608
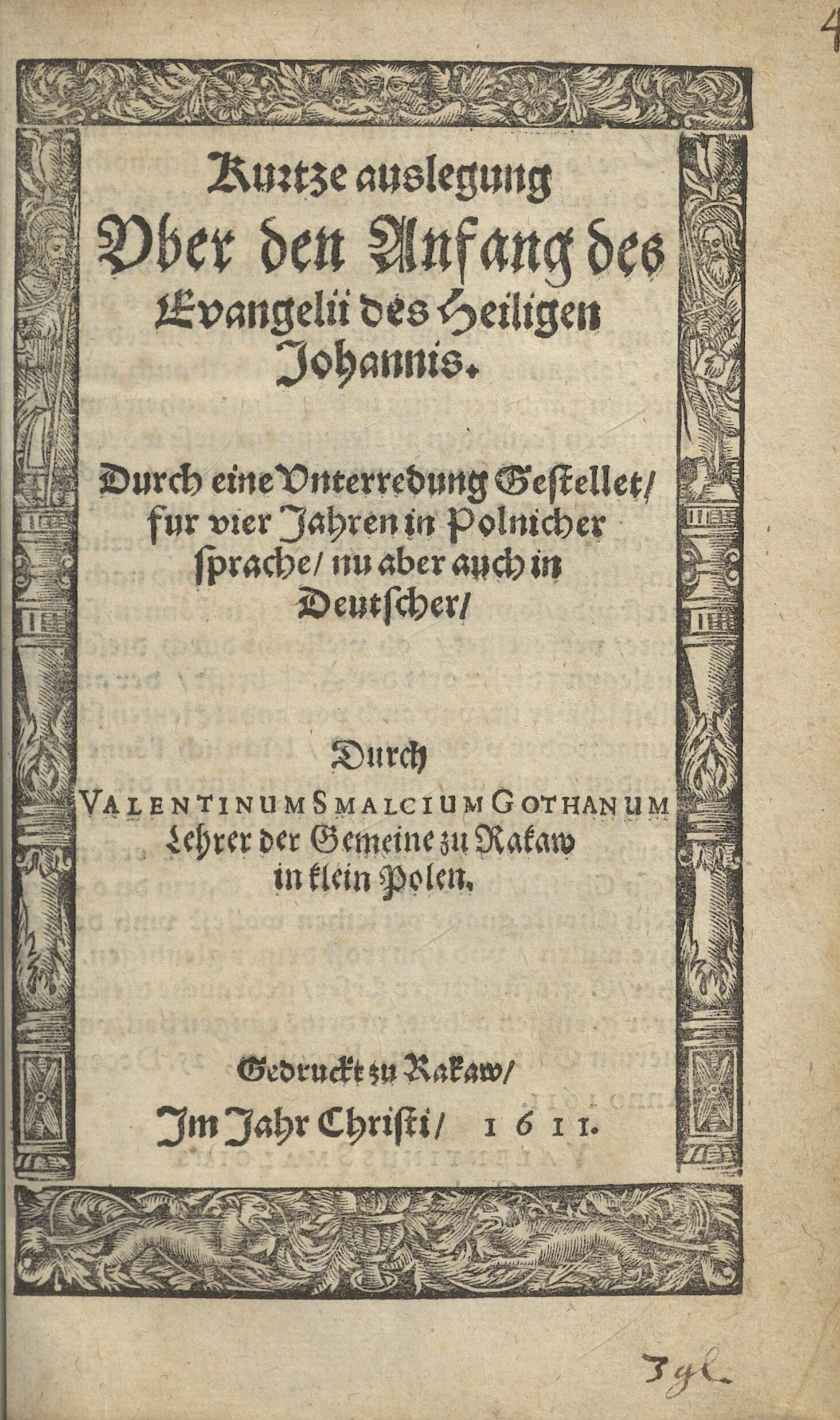
Kurtze auslegung uber den Anfang des Evangelii des Heiligen Johannis 1611